# Клеметсен, Оле
Оле Клеметсен (норв. Ole Klemetsen, родился 20 августа 1971, Ставангер, Норвегия) — норвежский боксёр-профессионал, призёр чемпионатов мира и Европы среди любителей, чемпион Европы среди профессионалов.